# Sergeant Floyd (pousseur)
Le Sergeant Floyd est un pousseur- remorqueur historique maintenant exposé comme navire musée à Sioux City dans l'Iowa, au Sergeant Floyd River Museum & Welcome Center . Il a été construit spécifiquement en 1932 pour le Corps du génie de l'armée des États-Unis dans le cadre de sa gestion des voies navigables intérieures du pays. Le bateau a été restauré et mis en cale sèche, et abrite désormais des expositions sur la rivière Missouri et des informations touristiques locales. Le musée est une installation du Sioux City Public Museum (en). Il est d'importance nationale car il est l'un des trois seuls pousseurs à vapeur à avoir survécu aux États-Unis.

## Historique
Il a été construit en 1932 au chantier naval de Howardville (maintenantt Jeffboat (en)) à Jeffersonville dans l'Indiana, et a été livré au district de Kansas City du United States Army Corps of Engineers (USACE). C'est une embarcation à coque en acier avec une superstructure en bois et en acier. Sa coque a une proue pointue et des cloisons longitudinales et transversales. La superstructure a trois niveaux, fournissant des quartiers d'équipage et les espaces d'exploitation du navire. En 1937, il a subi des modifications pour faire face aux vibrations dans sa coque, et en 1962-63, ses moteurs ont été améliorés.
Son premier service était en tant que véhicule de soutien, déplaçant des hommes, de l'équipement et des fournitures dans tout le district et effectuant des voyages d'inspection. Il est resté en service actif jusqu'en 1975, lorsque le Congrès l'a autorisé à être remodelé pour être utilisé comme navire musée de l'USACE. Il a servi dans ce rôle d'abord comme une exposition itinérante, puis a accosté à St. Louis dans le Missouri jusqu'en 1982, quand il a été donné à la ville de Sioux City.

### Préservation
Il a été classé au registre national des lieux historiques le 5 mai 1989 et nommé National Historic Landmark le 5 mai 1989.

## Galerie
|  |
|  |

|  |
|  |